# Moderator (Rooms-Katholieke Kerk)
Een moderator van de curie is een door de bisschop aangestelde priester, normaal gesproken de vicaris-generaal, die onder het gezag van de bisschop beheersactiviteiten coördineert en erop toeziet dat de deelnemers aan het bestuur van het bisdom hun taken op de voorgeschreven wijze vervullen. Daarnaast wordt de benaming moderator gebruikt voor de priester, die optreedt als verantwoordelijke vertegenwoordiger voor een groep priesters in een pastoraal team en toezicht houden op een diaken of een andere, niet-priesterlijke persoon die bij uitzondering met de leiding van een parochie belast is.
Een priester of leek die door de bisschop aangesteld wordt als godsdienstleraar op een school voor voortgezet onderwijs wordt tevens moderator genoemd.